# Alchornea brittonii
Alchornea brittonii är en törelväxtart som beskrevs av Ricardo de Sousa Secco. Alchornea brittonii ingår i släktet Alchornea och familjen törelväxter. Inga underarter finns listade i Catalogue of Life.